# Peter Frisch (Philologe)
Peter Frisch (* 12. September 1942; † 14. April 2015) war ein deutscher Klassischer Philologe, Epigraphiker und Papyrologe.

## Leben
Peter Frisch studierte Klassische Philologie an der Universität zu Köln und wurde am 23. August 1968 zum Dr. phil. promoviert. In seiner von Reinhold Merkelbach betreuten Dissertation beschäftigte er sich mit den Träumen im Geschichtswerk des Herodot. Frisch vertiefte seine Studien bei den Epigraphikern Antony E. Raubitschek an der Stanford University (1968/1969) und Louis Robert in Paris (1969/1970). Anschließend unternahm er ausgedehnte Forschungsreisen in Kleinasien. 1978 habilitierte er sich an der Universität im Fach „Klassische Philologie mit besonderer Berücksichtigung der Epigraphik“. Kurz darauf vertrat er den latinistischen Lehrstuhl an der Universität des Saarlandes. 1981 wurde er in Köln zum außerplanmäßigen Professor ernannt, 1986 zum Professor. 2007 trat er in den Ruhestand.
Frisch beschäftigte sich sein Leben lang mit der griechischen Epigraphik und Papyrologie. Er gab mehrere Bände der Reihe Inschriften griechischer Städte aus Kleinasien heraus, nämlich für die Städte Ilion (1975), Lampsakos (1978) und Parion (1983). Zu seinem besonderen Forschungsschwerpunkt wurde dabei die Geschichte des Sports in der Antike, für die er außer Inschriften vor allem bislang nicht publizierte Papyri verwertete. Die meisten seiner Aufsätze erschienen in der Zeitschrift für Papyrologie und Epigraphik. Frisch war Mitbegründer und Mitglied im wissenschaftlichen Beirat der Zeitschrift Nikephoros (ab 1988).

## Schriften (Auswahl)
- Die Träume bei Herodot  (= Beiträge zur klassischen Philologie. Heft 27). Hain, Meisenheim am Glan 1968 (zugleich Dissertation, Universität zu Köln).
- Die Inschriften von Ilion (= Inschriften griechischer Städte aus Kleinasien. Band 3). Habelt, Bonn 1975, ISBN 3-7749-1211-4.
- Die Inschriften von Lampsakos (= Inschriften griechischer Städte aus Kleinasien. Band 6). Habelt, Bonn 1978, ISBN 3-7749-1443-5.
- Die Inschriften von Parion (= Inschriften griechischer Städte aus Kleinasien. Band 25). Habelt, Bonn 1983, ISBN 3-7749-1886-4.
- Zehn agonistische Papyri (= Papyrologica Coloniensia. Band 13). Westdeutscher Verlag, Opladen 1986, ISBN 978-3-531-09922-4.